# Naschid'est in sa cabanna
Naschid’est in sa capanna (in italiano: "È nato nella capanna", conosciuta anche semplicemente come Naschid’Est) è un tradizionale canto natalizio sardo, scritto da Pietro Casu ed è tratto dalla raccolta Cantones de Nadale (Canzoni di Natale), che il poeta compose, nel dicembre del 1927, in occasione della novena di Natale. I canti della raccolta furono presentati per la prima volta a Berchidda da una piccola orchestra e da un coro locali. Le cantones furono musicate dal sacerdote ozierese Agostino Sanna (1902-1982) che era stato organista e direttore della «Schola cantorum» nella Facoltà di teologia di Sassari.
Nel 1967 il gesuita Paolo Gamba aveva fatto una trascrizione corale dei canti. Questo brano fa parte del repertorio della musica corale dei canti di Natale, ma anche del repertorio solistico.

## Storia
Benché fino al Concilio Vaticano II fosse prevista la celebrazione della novena di in latino, il parroco di Berchidda aveva scritto i testi in logudorese, già nel 1927 quando, con la collaborazione del musicista Agostino Sanna, compose nove canti specifici per la preparazione al Natale, uno per ciascun giorno della novena. I canti sono ormai noti e fanno parte della tradizione natalizia in tutta la Sardegna, questi sono: Acculzu a Betlemme, Andhemus a sa grutta, A sos primos rigores, Candh’ est nadu Gesus, Duos isposos a s’iscurigada, Glòria: it’est custa armonia?, In sa notte profundha, Naschid’est in sa cabanna e Notte de chelu.

## Testo
Il testo, che si compone di quattro strofe (di quattro versi ciascuna), parla della Nascita di Gesù e descrive la scena come fosse un presepe. Gli angeli lucenti sono scesi sulla capanna e cantano per la gloria del Bambino, i pastori increduli per quello splendore si recano a passo veloce verso la povera capanna per partecipare all'avvenimento, ed ognuno in cuor suo dice "Sono qui bambinello, non ti porto ne oro ne argento, ma ti do il mio cuore":
«Naschìd’ est in sa capanna

poberitta de Betlem

in sa notte pìus manna

de su chelu s’altu Re!» 

Ritornello:

- «“Gloria! Gloria!” cantan’ in chelu
- lughidos anghelos pro s’ altu Re;
- “Paghe vittoria!” s’ as bonu zelu,
- anima povera, cantan pro te.»

«E in giru a sa domitta

de anghelos si falat

una truma beneitta

chi olende s’allumat.» 

Ritornello: 

- «“Gloria! Gloria!” cantan’ in chelu...»

«E benian sos pastores

Incantados crè no crè

e a cussos isplendores

appuntan lestros su pè.» 

Ritornello: 

- «“Gloria! Gloria!” cantan’ in chelu...»

«E narat dognunu in coro:

“Bambineddu, innoghe sò,

non ti atto prata et oro

ma cust’ anima ti dò.”»

## Interpreti
- Anna Loddo nel suo album A Unu Frade Sorridente, 1980
- Various – Canti Religiosi Della Sardegna Vol.3, 2006 eseguita dal Coro Pedru Casu di Berchidda, Frorias
- Coro "Bachis Sulis" di Aritzo
- Carla Denule
- Genesio Serra
- Paolo Fresu nell’album Jazzy Christmas, 2014
- Coro " Nugoro Amada" di Nuoro Arm: Gianni Garau